# Des O'Connor
Desmond Bernard O'Connor (Stepney, 12 januari 1932 - 14 november 2020) was een Britse zanger en entertainer.

## Jeugd
Tijdens de Tweede Wereldoorlog moest O'Connor door evacuatie verhuizen naar Northampton en speelde daar kortstondig als voetbalprof voor het team van Northampton Town FC. Hij was ook werkzaam als jockey, maar bleef amateur en had geen behoefte aan een profcarrière.
Zijn showtalent ontdekte hij tijdens zijn militaire diensttijd vanaf 1950 bij de Royal Air Force, waar hij het amusement bij de troepen verzorgde. Na een overwinning tijdens een talentenjacht verzorgde hij optredens in het hele land en ging hij met Buddy Holly en Lonnie Donegan op tournee.

## Carrière
Zijn eerste tv-optreden had hij in 1958 in de populaire tv-show Sunday Night at the London Palladium. Drie jaar later was hij daar showmaster.
Na meerdere optredens begon in het midden van de jaren 1960 ook een succesvolle periode als zanger. Ofschoon zijn zangtalent eerder met ironie werd bekeken, had hij enkele hits in het Verenigd Koninkrijk. Hij bereikte in 1968 met het door Les Reed en Barry Mason geschreven I Pretend, een voor hem typerende softpopballade, de toppositie van de hitlijst. Met vier singles bereikte hij de top 10, ten laatste in 1986 samen met Roger Whittaker en de Schotse traditionele The Skye Boat Song. Sinds 1968 nam hij 34 albums op, waarvan meer dan 15 miljoen exemplaren werden verkocht. Hij had in elk decennium een album in de hitlijst. Zijn Tribute to the Crooners (2001) was zeer succesvol. Met meer dan 1200 optredens in het London Palladium is hij recordhouder op een van de befaamdste Londense podiums.
Des O'Connor was meer dan 40 jaar lang een van de succesvolste tv-entertainers van het Verenigd Koninkrijk. Vanaf de Des O'Connor Show in 1963 tot aan Countdown in 2008 was hij ononderbroken jaar voor jaar met een eigen show tijdens de hoofdzendtijd op tv te zien. Van 1977 tot 2000 had hij met Des O'Connor Tonight een eigen talkshow en daarna verhuisde hij naar het dagprogramma met Melanie Sykes in Today with Des and Mel. Ondanks goede kijkcijfers werd het programma in 2006 wegens een wijziging van de programmapolitiek beëindigd. Des O'Connor was ook vaak in andere Engelstalige landen te zien, zoals de Verenigde Staten, Canada en Australië. Hij had een eigen tv-productiefirma Visionworld.

## Privéleven en overlijden
Uit drie gescheiden huwelijken had O'Connor vier kinderen. Ten laatste werd hij in 2004 op 72-jarige leeftijd voor de vijfde keer vader door zijn 38 jaar jongere levensgezellin Jodie Brooke Wilson. Des O'Connor overleed in november 2020 op 88-jarige leeftijd.

## Onderscheidingen
- Special Recognition Award 2001 (National TV Awards)
- RTS Programme Award voor Today With Des & Mel

## Shows
- The Des O'Connor Show (1963–1968)
- Des (1972, 16-delige comedyserie)
- Des O’Connor Entertains (1974–1976)'
- Des O'Connor Tonight (1977–2002)
- Take Your Pick (1992–1998, spelshow)
- Today with Des and Mel (2002–2006)
- Countdown (2006–2008)

## Discografie

### Singles
- 1957: Moonlight Swim
- 1958: It's a Sin to Tell a Lie
- 1962: Thin Chow Min
- 1967: Careless Hands, samen met de Michael Sammes Singers
- 1968: I Pretend
- 1968: One, Two, Three O'Leary
- 1969: Dick-A-Dum-Dum (King's Road)
- 1969: Loneliness
- 1969: I'll Go On Hoping
- 1970: The Tip of My Fingers
- 1986: The Skye Boat Song, samen met Roger Whittaker
- 1988: Neighbours

### Albums
- 1968: I Pretend
- 1970: With Love
- 1972: Sing a Favourite Song
- 1980: Just for You
- 1984: Des O'Connor Now
- 1992: Portrait
- 2001: A Tribute to the Crooners